# Cordulegaster bidentata
Cordulegaster bidentata е вид водно конче от семейство Cordulegastridae. Видът е почти застрашен от изчезване.

## Разпространение
Разпространен е в Австрия, Албания, Андора, Белгия, Босна и Херцеговина, България, Германия, Гърция, Испания, Италия (Сицилия), Лихтенщайн, Люксембург, Молдова, Полша, Северна Македония, Румъния, Словакия, Словения, Сърбия, Украйна, Унгария, Франция, Хърватия, Черна гора, Чехия и Швейцария.

## Описание
Популацията на вида е намаляваща.